# Les Cahiers d'Esther
Pour la série télévisée, voir Les Cahiers d'Esther (série d'animation).
Les Cahiers d'Esther est une série de bande dessinée française de Riad Sattouf, prépubliée par L'Obs à partir de 2015 puis éditée en album chez Allary Éditions à partir de l'année suivante.

## Historique
S'inspirant de la fille d'un couple d’amis, Riad Sattouf raconte, dans des planches bichromiques, la vie quotidienne de la jeune Esther, âgée de 9 ans au début du premier tome. Sattouf prévoit un album par an jusqu'aux 18 ans de l'héroïne,.
En 2018, la série est adaptée à la télévision par Canal+.

## Publication
Cette série est d'abord prépubliée dans le magazine L'Obs puis les planches de l'année sont reprises en album chez Allary Éditions.
Elle est traduite en dix langues.

### Albums
- 1 Histoires de mes dix ans, Allary Éditions, Paris, 21 janvier 2016
Scénario, dessin et couleurs : Riad Sattouf -  (ISBN 978-2-37073-084-8)
- 2 Histoires de mes onze ans, Allary Éditions, Paris, 16 février 2017
Scénario, dessin et couleurs : Riad Sattouf -  (ISBN 978-2-37073-114-2)
- 3 Histoires de mes douze ans, Allary Éditions, Paris, 2 novembre 2017
Scénario, dessin et couleurs : Riad Sattouf -  (ISBN 978-2-37073-153-1)
- 4 Histoires de mes treize ans, Allary Éditions, Paris, 16 mai 2019
Scénario, dessin et couleurs : Riad Sattouf -  (ISBN 978-2-37073-275-0)
- 5 Histoires de mes quatorze ans, Allary Éditions, Paris, 11 juin 2020
Scénario, dessin et couleurs : Riad Sattouf -  (ISBN 978-2-37073-321-4)
- 6 Histoires de mes quinze ans, Allary Éditions, Paris, 10 juin 2021
Scénario, dessin et couleurs : Riad Sattouf -  (ISBN 978-2-370-73368-9)[6]
- 7 Histoires de mes seize ans, Allary Éditions, Paris, 2 juin 2022
Scénario, dessin et couleurs : Riad Sattouf -  (ISBN 978-2370734167)
- 8 Histoires de mes dix-sept ans, Allary Éditions, Paris, 31 mai 2023
Scénario et dessin : Riad Sattouf - (ISBN 978-2-37073-467-9)
- 9 Histoires de mes dix-huit ans, Allary Éditions, Paris, 6 juin 2024
Scénario et dessin : Riad Sattouf - (ISBN 978-2-37073-495-2)

## Ventes
En 2024, la série s'est vendue à plus de 2 millions d'exemplaires.

## Distinction
- Prix Max et Moritz 2018 : meilleure bande dessinée internationale

## Adaptation en série télévisée
Les Cahiers d'Esther est une adaptation de l’œuvre sous forme de série télévisée. Composée de cinquante épisodes de deux minutes diffusés sur Canal+, la série est réalisée par Riad Sattouf et Mathias Varin, scénarisée toujours par Riad Sattouf mais avec Dorothée Lachaud et produite par Folimage, Les Compagnons du cinéma et Les Films du futur. Il est prévu d'avoir une saison par album (soit neuf saisons),, la première reprenant l'Histoire de mes dix ans. Il s'agit de la première réalisation de Sattouf dans le dessin animé.
Ce sont des enfants qui doublent Esther et ses camarades, pour « qu'ils grandissent avec les personnages », selon les mots de Riad Sattouf.